# Cycloramphus bandeirensis
Espèce
Statut de conservation UICN

 DD  : Données insuffisantes
Cycloramphus bandeirensis est une espèce d'amphibiens de la famille des Cycloramphidae.

## Répartition
Cette espèce est endémique de l'État d'Espírito Santo au Brésil. Elle se rencontre entre 2 450 et 2 740 m d'altitude sur le pic de la Bandeira.

## Description
Le mâle paratype mesure 33,1 mm

## Étymologie
Son nom d'espèce, composé de bandeir[a] et du suffixe latin -ensis, « qui vit dans, qui habite », lui a été donné en référence au lieu de sa découverte, le pic de la Bandeira.

## Publication originale
- Heyer, 1983 : Variation and systematics of frogs of the genus Cycloramphus (Amphibia, Leptodactylidae). Arquivos de Zoologia, São Paulo, vol. 30, p. 235–339 (texte intégral).